# Nifiloli
Nifiloli es una isla de las Islas Reef (Latitud: 10° 10' 60 S, Longitud: 166° 13' 60 E), en la provincia de Temotu, Islas Salomón. La elevación estimada del terreno sobre el nivel del mar es de 19 metros. A pesar de su ubicación en Melanesia, la población de las islas es polinesia.
El idioma que se habla en Nifiloli es el idioma pileni.